# マハーカルナー
マハーカルナー（Ācariya Mahākaruṇā, アーチャリヤ・マハーカルナー、1955年-）は、東京都出身の自称僧侶。元ミュージシャン。金森隆&ルーマーズのボーカリスト。本名、金森隆。マハーカルナー傳修院創設者。元・マハーカルナー法友会（旧・パオ森林僧院日本道場）指導者。マハーカルナー禅師（-ぜんじ）という呼称もある。

## 経歴
1955年、東京に生まれる。
27歳の時に真言密教の修行僧となる。
1997年、派遣先のアメリカにて、スリランカの大長老ピヤッダシ・マハーテーラ師と出会い得度し、比丘戒を受ける。2010年まで、ニューヨーク州郊外、コスタリカ、ブラジルなどで森林修行を続ける。その後、パオ・セヤドーのもとでヴィパッサナーVipassanā法等を修習。
2013年5月、日本に帰国。同年9月1日、「パオ森林僧院（日本道場）」が設立された。マハーカルナーは同道場において指導者を務め、東京都内を中心に瞑想指導とアビダンマ講座からなる日曜瞑想会を毎週開催。
2015年3月より、ポッドキャスティングとYouTubeで毎週「マハーカルナー禅師の原始仏教トーク」を配信。
2016年11月時点で、公式サイトの名称が「パオ森林僧院日本道場」から「マハーカルナー法友会」へと変更され、パオ・セヤドーやパオ森林僧院に関するページ・記述の全てが削除された。
2017年11月2日、マハーカルナー法友会がホームページにて、
と発表するとともに、無期限の活動中止を表明した。法友会のTwitterアカウントも閉鎖された。
同日、「マハーカルナー禅師」名義のTwitterアカウントが新たに作られ、
- マハーカルナー法友会の悪意あるスタッフ数名により、HPが不法改ざんされ、すべてのコンテンツが消去され、根拠のない誹謗中傷がトップページに掲載されるという事件がおきた[17][5]。
- 修行者たちとの連絡用のメールアドレスも一方的にシャットダウンされた[18][5]。
- 以上の理由から同日、禅師は「マハーカルナー法友会」を解散し[5]、首謀者を名誉毀損及び業務妨害の罪で刑事告発する準備に入った[8]。
- また、「マハーカルナー傳修院」を創設し[19]、修行者が継続して修行を続けられるよう、以前と同様な瞑想会を引き続き開催していく[4][5]。

ことなどが述べられた。
2017年11月、マハーカルナー傳修院を開山。瞑想指導とアビダンマ講座からなる瞑想会を行う。

## 経歴をめぐる議論と、経歴の変遷

### 経歴をめぐる議論
マハーカルナーの経歴について、1名の比丘が公に疑義を表明している。
- 2015年10月、同じパオ森林僧院モーラミャイン本部でのパオメソッド修了者である比丘の水源から[20]、マハーカルナーのパオ森林僧院での比丘としての経歴について、「マハーカルナーという比丘は存在しない」などとする疑義が表明された[21]。これは2014年11月に行われた水源の東京法話会での発言として公表されたものである[21]。2014年11月までに公表されていたマハーカルナーの経歴は、書籍におけるものは#経歴の変遷の要約を参照。HPにおけるものはpaauk.jp: パオ森林僧院（アーカイブ）を参照）。

鈴木一生によれば、次の通りであるという。
- 2015年12月27日、鈴木一生が、パオ道場の修行者チョウチョウタイという人物に確認をとった結果として、mixiの自身のブログに次のように書いた。

2017年11月9日、ミャンマー・パオ森林僧院の出家者であるPañña-adhika Sayalayから、マハーカルナーへの公開質問状が出された。質問は、
- 2014年8月発行の書籍[3]に掲載されている、「（マハーカルナーは）パオ・セヤドーからパオ森林僧院日本支部の設立と、日本におけるパオ瞑想システムの指導の命を受け」たという経歴は事実であるか。
- 2016年11月に公式サイトの名前が「マハーカルナー法友会」へと変わったことに関して
  - 「パオ僧院日本道場設立を取り下げた」（原文ママ）真意、経緯、パオ・セヤドーの許諾の有無
- 過去の修行経歴
- テーラワーダの比丘がお金に触ることを禁じている戒律を、どのようにして守っているか

について訊ねるものであった。この質問内容はPañña-adhika Sayalayのブログに公開され、マハーカルナーへはEメールで送付された。Pañña-adhika Sayalayはマハーカルナーに対して、マハーカルナー傳修院のHP上で2017年12月末までに公式に回答するよう要請した。
2018年1月4日、公開質問状に対する回答期限までにマハーカルナーからの回答が得られなかったことが、Pañña-adhika Sayalayのブログで発表された。
2018年1月6日、マハーカルナー傳修院にて「原始仏教トーク #46」が行われ、マハーカルナーの経歴や立場について、本人が説明を行った（詳細は後述）。このトークは録画され、同年2月に公開された。

### 経歴の変遷の要約
マハーカルナーは、2014年8月から2018年1月までにいくつかの媒体で経歴を公表しているが、その内容は必ずしも一定しておらず、その公表の時期によって経歴の内容に差異がある（下記の表に要約）。2018年1月6日の「原始仏教トーク」では、公表の時期ごとにみられるそのような差異についての説明も行われた。
| 年     | イベント                                               | 2014年8月発行の書籍 | 2015年5月発行の書籍 | 2015年9月 旧パオ森林僧院HP | 2017年11月 傳修院HP                                                              | 2018年1月6日 「原始仏教トーク」での主張と説明 |
| ------ | ------------------------------------------------------ | --- | --- | --- | -------------------------------------------------------------------------------- | --- |
| 1997年 | 授戒                                                   | ピヤッダシ・マハーテーラから比丘戒を受ける | ピヤッダシ・マハーテーラから比丘戒を受ける | ピヤッダシ・マハーテーラから比丘戒を受ける | ピヤッダシ・マハーテーラから比丘戒を受ける                                       | ピヤダッシ・ジャナカテーラから比丘戒を受ける。 ピヤッダシ・マハーテーラとピヤダッシ・ジャナカテーラが同一人物か否かについての言及は無い。 |
| 2009年 | パオ･メソッドの修習と修了                              | パオ森林僧院モーラミャイン本部でパオ･メソッドの全課程を8ヶ月で修了 | 記載なし | パオ森林僧院モーラミャイン本部でパオ･メソッドの全課程を8ヶ月で修了 （ただし年の記載はない） | パオ・セヤドーのもとでヴィパッサナーVipassanā法等を修習 （ただし年の記載はない） | 個別の言及なし。 ただし、「絢爛豪華な経歴」の記載をHPから削除した事情の説明をしている。 |
| 2011年 | 法脈の継承                                             | 記載なし | ミャンマーにてパオ・セヤドーより法脈を継承 | 記載なし | 記載なし                                                                         | マハーカルナーが継承したのは「パオ・セヤドーのカンマッターナ（kammaṭṭhāna）の法脈」であると述べた。「パオ森林僧院の法統」というものはそもそも存在しないとし、自身は「パオ森林僧院の法統を受け継いだ」とも言っていないと主張。 |
| 2012年 | 指導者養成リトリート                                   | 指導者養成リトリートにて、パオ・セヤドーから高度なダンマを伝授される | 記載なし | 指導者養成リトリートにて、パオ・セヤドーから高度なダンマを伝授される | 記載なし                                                                         | 個別の言及なし。 ただし、「絢爛豪華な経歴」の記載をHPから削除した事情の説明をしている。 |
| 2013年 | パオ森林僧院日本本部の設立とパオ瞑想の指導の命を受ける | パオ･セヤドーより、パオ森林僧院日本本部の設立とパオ瞑想システム指導の命を受けて帰国。 （組織の名称は2014年8月の書籍では「日本支部」、2015年5月の書籍では「パオ森林僧院ジャパン」、2015年9月のHPでは「日本本部」となっている） | パオ･セヤドーより、パオ森林僧院日本本部の設立とパオ瞑想システム指導の命を受けて帰国。 （組織の名称は2014年8月の書籍では「日本支部」、2015年5月の書籍では「パオ森林僧院ジャパン」、2015年9月のHPでは「日本本部」となっている） | パオ･セヤドーより、パオ森林僧院日本本部の設立とパオ瞑想システム指導の命を受けて帰国。 （組織の名称は2014年8月の書籍では「日本支部」、2015年5月の書籍では「パオ森林僧院ジャパン」、2015年9月のHPでは「日本本部」となっている） | 記載なし                                                                         | マハーカルナーはパオ・セヤドーから日本本部（または支部）の立ち上げや運営を頼まれたことはなく、そのような発言をしたことも無いと主張。帰国当時は瞑想会の名前のことをどうこう言う立場ではなく、「パオ森林僧院日本本部（または支部）」以外の名称を提案しても却下されていたという。瞑想会やHPの名称は鈴木一生や当時の運営スタッフによるものであると述べた。 |

## 姿勢・実践

### 日本における活動目的
日本における活動目的として
1. アスピレーション（向上心、大志）にあふれる修行者が、いつでも必要な期間、不自由なく瞑想修行に没頭できるような、ミャンマー型の瞑想道場を日本に設立すること
（原始仏教の伝統に則った出家比丘のサンガである森林僧院を日本に設立すること）
2. 日本で一流の修行者（仏教修行者としての基本的作法を心得、戒律を遵守し、必要な三蔵や註釈を暗記し、パーリ語やアビダンマ（教理）に精通し、禅定（jhāna）を証悟し、本当の意味でヴィパッサナーを修習することができる修行者）を育てること

の2つを挙げている。

### 仏教に対する姿勢
「原始仏教の伝統から一歩も外れない」ことを旨とし、自分自身を「テーラワーダの比丘」というよりも、「原始仏教の実践者」と考えていると2014年に述べている。2018年には、自身を“「原始仏教」の比丘であるが、「テーラワーダ」の比丘ではない”と述べた。
自身の経歴においては、まず北伝仏教に出会って発菩提したが、心の中ではいつも「お釈迦様が説かれた本当の仏教を修行したい」という強い思いに駆られていたという。当時から40年以上経っても、「お釈迦様が自らの弟子たちに開示された瑞々しい仏教をそのままの形で再現したい」、「そのままの形で修行し、また皆さんにも伝えていきたい」と心から思っているという。したがって、「上座部仏教だ、大乗仏教だ、パオ式だ、マハーシ式だと、対立軸を構築すること」はせず、自身にとっては「お釈迦様の説かれた古（いにしえ）の道を歩んで涅槃に至ること」だけが重要であるとしている。アラハン（阿羅漢）を目指すことこそが、全員が目指すべき目標であり、唯一今生に生まれてきてやるべきことだと考える。
修行の際に、原始仏教のスキームに大乗の教えなどを混ぜるべきではないとする。テーラワーダの修行法の中でも、ここ200年の間に編み出された修行法については、初心者を瞑想にいざないやすいという利点は認めるものの、それで涅槃証悟に至れるかは甚だ疑問であるとする。不確実な新しい方法よりも、ブッダやブッダの弟子が実際に歩んだ「古きいにしえの道」を歩むことを選び、修行者にもそのように指導する。使用する修行マニュアルも、ブッダの死後1000年を経て成立したブッダゴーサの『清浄道論』（Visuddhi-magga）よりも、サーリプッタ長老の口伝集とされるパーリ仏典小部の『無礙解道論』（Paṭisambhidā-magga）を優先する。
日本で活動しているテーラワーダ比丘の中では、法を伝えるときに「私」が無く、ブッダに忠実であろうとするその姿勢から、日本テーラワーダ仏教協会のアルボムッレ・スマナサーラを尊敬している。

### 指導姿勢・内容
マハーカルナー傳修院では、毎週行われる土曜の托鉢会、日曜の瞑想会とアビダンマ講座、水曜夜の水曜瞑想会とミニ法話会、月１回の原始仏教トークなどの活動が行われている。
- 托鉢会(土曜)

参学者で食べ物を持ち寄っての托鉢形式での昼食会(11:00〜)
- 瞑想会(日曜)

瞑想(10:00〜)、昼食休憩後にChanting(12:00〜)。
修行者のためのアビダンマ講座(13:00〜)、質疑応答、瞑想指導(14:30〜)、瞑想(16:00〜)。
- 水曜瞑想会

毎週水曜20:00〜21:30開催。瞑想会とMini法話。
- 原始仏教トーク

毎月1回。スケジュールはマハーカルナー傳修院のホームページで告知される。
原始仏教トーク以外の傳修院でのイベントに参加するためには、参学希望の提出が必要となる。
なお、パオ森林僧院日本道場当時には、下記のような指導方針・内容が公表されていた。
瞑想のレベルや向上スピードには個人差があるため、各人の個性や進捗に合わせた個別指導をとても重視している。
また、修行段階は大別して
1. ダンマを学ぶ「パリヤッティ（pariyatti：教えの理解）」
2. 実践をする「パティパッティ（paṭipatti：修行の実践）」
3. アラハンになるまで看破しつづける「パティヴェーダ（paṭivedha：ダンマの証悟）」

の3つから成るが、ミャンマーの僧院では1を修めていることが前提となるため、外国人がダンマの知識なしに現地（ミャンマー）の僧院に修行に行っても表面的な修行になってしまうという。修行者が現地でかなり高度な瞑想過程に進んでも理論的裏付けを欠くことはないだろうというレベルまで知識を前もって身につけておいてほしいと願い、毎週の瞑想会で自作のテキストを用いた「修行者のためのアビダンマ講座」を続けている。同講座は計120〜130回程が予定され、将来的にアーカイブ化される予定だという。
指導・講義における仏教用語は、漢字語をなるべく使わず、パーリ語の語彙をそのまま用いる。それは、
- パーリ仏典（ティピタカ）自体は『南伝大蔵経』として和訳されているが、瞑想実践に関する重要な内容が含まれる註釈（アッタカター）や複註釈（ティーカー）は漢訳も和訳もされていないため、多くの用語には、あてはまる和訳がない。
- 海外の僧院に修行に行ったり諸外国の比丘とコミュニケーションをする際にはパーリ語が共通語になる。

という2つの理由があるからだという。

### 経歴と立場についての本人の説明（2018年1月）
マハーカルナーは、2018年1月6日に行われた「原始仏教トーク #46『いま、原始仏教を生きる。』」において、自身の経歴や立場について下記のように述べた。
- 原始仏教の定義（動画内での発言位置は 1:25〜 および 8:50〜。※これ以降、mm:ss〜 の形式で発言位置を示す。2018/2/26に確認。）
  - マハーカルナーの認識における原始仏教とは、ブッダ在世時の仏教および、サンガが根本分裂をする前までの仏教（ブッダの入滅後100年間までの仏教）を指す。
- 原始仏教／上座部系部派／現代のテーラワーダ仏教の相違（2:50〜）
  - パーリ語の元々の意味でのTheravāda（テーラワーダ）とは、ブッダ入滅から100年後の第二結集時の根本分裂から生じた上座部系部派のことを指す。（9:10〜）
  - この根本分裂から生じた部派のうち、上座部系部派の異端と解説される、もしくは上座部系部派には含まれないものとして解説される分別説部という部派が存在した。（9:50〜）
    - この分別説部をルーツとしてスリランカで大寺派が興った。大寺派はブッダの入滅から約1000年後にブッダゴーサによって確立された。（9:50〜）
    - 現代のテーラワーダ仏教は、大寺派が「上座部（テーラワーダ）」を自称したものである。従って、現代のテーラワーダ仏教は、根本分裂から生じた部派としての上座部（Theravāda（テーラワーダ））とは異なるものである。（9:10〜）

  - 現代のテーラワーダ仏教は、マハーカルナーの認識における原始仏教とも異なるものである。（15:20〜, 19:40〜）
- 自身の立場（15:20〜）
  - マハーカルナーは原始仏教の比丘である。（15:20〜, 44:40〜）
  - マハーカルナーは、1997年にピヤダッシ・ジャナカテーラから比丘戒を受けた。（17:10〜）
    - マハーカルナーの認識によれば、ジャナカテーラは、既存のテーラワーダ仏教ではなく原始仏教を探求していた。（17:18〜）
    - マハーカルナーはジャナカテーラから比丘戒を受ける際、「自分はいかなるテーラワーダ系の僧院にも現在属していないし、今後も属するつもりはない。自分は今後も一貫して原始仏教を探し求める。そういう意志をもって修行をしています」ということを明確にして、「それでもよい」という許可を頂いて比丘戒を受けた。（18:05〜）

  - マハーカルナーは日本に帰国して以来ずっと、「自分は原始仏教の比丘だがテーラワーダの比丘ではない」と言い続けてきている。（15:40〜, 19:10〜）
  - マハーカルナーは、過去に「自分はテーラワーダの比丘（大寺派の比丘）である」と言ったことは無く、思ったこともない。（18:35〜）
  - マハーカルナーが教えているのは原始仏教のダンマである（19:10〜）
    - マハーカルナーはパオ・セヤドーから「日本でダンマを教えなさい」と言われたので、日本でダンマを教えることを実行している。（42:40〜）
    - マハーカルナーは、自身の教えているダンマがテーラワーダの教えであると言ったことはないし、そう認識したこともない。（18:55〜）
    - 世界中でアナパナを教えている指導者は多くいるが、その全てが清浄道論をベースに教えている。無礙解道論の方法で教えているのは、マハーカルナーの知る限りでは世界中で自分自身だけである。（20:20〜）
- 「法脈」について（22:44〜）
  - マハーカルナーは、パオ・セヤドーからカンマッターナを学びたい、瞑想法を学びたいと思って、モーラミャイン僧院、メイミョー僧院に行くことをかつて決意し、そしてパオ・セヤドーからカンマッターナを実際に学び、実践し、パオ・セヤドーから直接にカンマッターナの法脈を受け継いだ。（25:10〜）
  - 「パオ・セヤドーのカンマッターナの法脈」と「パオ森林僧院の法統」は、全く違うものである。（25:50〜）
  - もともと、「パオ森林僧院の法脈／法統」というものは無い。（23:00〜）
    - パオのモーラミャイン僧院には何人もの指導比丘がいる。その各人が異なるバックグラウンドを持ち、各人の教えはそれぞれに異なっている。モービ僧院では、それとはまた違うことを教えている。（23:00〜）
    - それらの指導比丘が教えている事柄と、マハーカルナーが了承している事柄は、かなり異なっている。（23:30〜）

  - マハーカルナーは、自身が「パオ森林僧院の法統を受け継いだ」と言ったことは一度もない。（25:50〜, 26:30〜）
  - 当のパオ・セヤドーですらパオ森林僧院をあまり好きではない様子である。（26:30〜）
- 「パオ森林僧院日本本部（または支部）」と称する組織が立ち上げられた経緯（26:40〜）
  - 日本に帰国する前の経緯
    - パオ・セヤドーという個人からマハーカルナーという個人にダンマが伝達された。パオ・セヤドー自身が長い間かかって積み上げてきたダンマの心髄がマハーカルナー個人に伝達されたという事実がある。（27:50〜, 42:24〜）
    - パオ・セヤドーがマハーカルナーに「日本に帰ってダンマを教えろ」と言ったとき、マハーカルナーはパオ・セヤドーに「パオの名前でやるべきですか？」と訊ねた。パオ・セヤドーの答えは“Name is not important, any name will do. Dhamma only, is important, so please teach dhamma there.”（名前は重要ではない。どんな名前だっていいよ。ダンマだけが重要である。だからお前は日本に行ってダンマを教えなさい）。こう言われた。（26:40〜, 42:30〜）
    - マハーカルナーはパオ・セヤドーから「パオ森林僧院の日本支部を立ち上げて運営しろ」などと頼まれたことは一度もない。（28:40〜, 42:30〜）
    - 「そのように頼まれた」と発言したことも一度もない。（29:00〜）
    - パオ・セヤドーは比丘に「どこそこで僧院を立ち上げよ」などと言うはずがない。（37:30〜）

  - 日本に帰国した後の経緯（29:15〜）
    - マハーカルナーが修行を終えて日本に帰国したとき、瞑想会の会場手配や告知などの実施を鈴木一生らに全て行ってもらい、マハーカルナーは講師としてその瞑想会に参加した。（29:15〜）
    - 当時の瞑想会は、最初のうちは、マハーカルナーが主催していたわけではなく、マハーカルナーは既にセッティングされている瞑想会へ行って教えるのみであった。マハーカルナーは瞑想会の名前のことをどうこう言う立場ではなかった。（29:15〜, 31:00〜）
    - マハーカルナーは当時、瞑想会の名前を「マハーカルナー瞑想会」とでもしておこうと思っていたが、鈴木一生は、パオの名前を出さなければ人は来ないという認識を示していた。（29:50〜）
    - マハーカルナーは、当時のメーリングリストやホームページが、瞑想会の名前をどのように名乗っていたのか分からないが、おそらく「パオ森林僧院日本本部」あるいは同「日本支部」という名前であったと思う。そのような名前は、スタッフの誰かが付けていたのだと思う。（30:25〜）
    - マハーカルナーは当時、「僧院もないのに、『パオ森林僧院日本本部』というのは、ちょっとやりすぎじゃないかなあ」と思っていたので、どうしてもパオという名前を使いたいのだったら、「パオ森林僧院日本道場設立準備室」という名前がよいのではないかと思い、その名刺を作って配ったこともあるし、当時のスタッフとの打ち合わせにおいて、その名前で統一しようと発案したこともあったが、「その名前では人が来ない」として却下された。（31:30〜）
- 「マハーカルナー法友会」への名称変更について（32:45〜）
  - マハーカルナーの瞑想会が始まってから数年後、「はらみつ法友会」がマハーカルナーの瞑想会の運営から手を引いたので、マハーカルナーの瞑想会の運営を行う修行者有志でマハーカルナー法友会という組織を作って瞑想会の運営をしていくことになった。（32:45〜, 33:40〜）
    - マハーカルナーが瞑想会の運営等について様々なアイデアを出せるようになったのは、この時点以降である。（33:10〜）

  - マハーカルナー法友会はホームページも持っており、そこには同法友会が主催する瞑想会のスケジュールが載っているのみであったにもかかわらず、ホームページの名前は「パオ森林僧院」となっていた。マハーカルナーは、それはおかしいのではないかと考え、ホームページの名前を「マハーカルナー法友会」に変えてもらった。（33:50〜）
    - そうしたら、「ダンマがどうの、パオの法統がどうの」と外野が大騒ぎをし始めた。（34:50〜）
    - 「マハーカルナーの瞑想会の組織がパオ森林僧院の系列から離脱した」とか「マハーカルナーがパオから破門された」などと色々なことが騒がれたが、実際には、当時のホームページはマハーカルナー法友会のスケジュールが載っているだけのページだったから、ホームページの名前を「マハーカルナー法友会」に変えたにすぎなかった。（35:10〜）
    - この名称変更について、当時の質疑応答にて手短に答えたが、ホームページの名前の変更を公式に説明するという必要性は全く感じなかった。（35:40〜）
    - マハーカルナーは、このことで大騒ぎしている人がいる理由が全く分からない。事情を訊ねられればすぐに答えるだけの話なのに、自分に訊ねもしないで大騒ぎしている。（35:55〜）
- ホームページに掲載されていた経歴情報を削減した経緯（38:30〜）
  - ホームページの名前を変えるよりも少し前のことであるが、パオでの修行経験があると称して日本で瞑想会を行っていた人物が、自身の瞑想会にて、マハーカルナーについての「嘘ばっかり」・「悪口」を公言していた。（38:30〜）
  - マハーカルナーの認識によれば、その人物は、パオでの修行経験を「売りにして」瞑想会を行っていた。（38:30〜, 40:00〜）
  - マハーカルナーは、当時のホームページの“Teacher”のコーナーに載っていたマハーカルナーの経歴のうち、「パオ僧院で全部教わった」という趣旨の記述が、その人物の「既得権」を侵害したと感じさせて傷つけてしまうのだろうと思ったので、そのページに載っていた経歴のうちで、マハーカルナーに関する「絢爛豪華な経歴」や「すごいだろう、と人に思わせうるようなflashyな経歴」を全て削除してもらった。（40:00〜）
  - 同じく、パオ・セヤドーの経歴もホームページから削除してもらった。（41:10〜）
  - ホームページにおいて、そのように経歴情報を削減したのは、その人物が物凄く醜い嫉妬をあからさまにしてきていて、自分は一切相手にしないし一切応答しなかったが、それで「嫌になってしまった(ためである)」。（41:30〜）
  - この経歴の削減と、ホームページの名前を上記のとおりに変えたのは、たぶん同じ時期である。（41:00〜, 41:40〜）
- パオ森林僧院に対する自身の立場について
  - マハーカルナーは、「パオ森林僧院日本本部（または支部）」の立ち上げや運営をするつもりはない。（28:50〜,44:15〜）
    - もしも日本にパオ森林僧院を作りたいならば、それは在家がやるべきことである。（37:45〜, 43:00〜）

  - マハーカルナーはパオ森林僧院の一員になるつもりはない。（28:20〜, 44:20〜）
  - マハーカルナーは、パオ・セヤドーという名前を借りて自分を売り込むつもりは全くない。（44:30〜）
  - マハーカルナーがどのような名前でダンマを伝えていようと、マハーカルナーの中でパオ・セヤドーから教わったダンマが生きていることに変わりはない。（43:20〜）
- その他
  - マハーカルナーはアビダンマを他人から教わったことはない。（23:50〜）

## 人物
瞑想会の体験記では「法話会に登場したマハーカルナー禅師ははつらつとしていて、その語り口は明瞭」と評されている。
鈴木一生は、マハーカルナーと初めて話した時、「この人は悟っている」と思ったという。

## 著作

### 寄稿・インタビュー
- 「瞑想道場紹介　03　パオ森林僧院」　『別冊サンガジャパン1 実践！ 仏教瞑想ガイドブック』、サンガ、2014年8月。
- マハーカルナー　「『涅槃に至る古の道』を歩む」　『サンガジャパン Vol.20』、サンガ、2015年4月。
- マハーカルナー　「輪廻転生と十二縁起 : 『修行者のためのアビダンマ講座』講義録より」　『サンガジャパン Vol.21』、サンガ、2015年。